# Cacia hieroglyphyca
Cacia hieroglyphyca is een keversoort uit de familie van de boktorren (Cerambycidae). De wetenschappelijke naam van de soort werd voor het eerst geldig gepubliceerd in 1923 door Karl Maria Heller. De soort werd op Mindanao in de Filipijnen verzameld door Charles Fuller Baker.